# Unione montana di comuni delle Valli dell'Ossola
L'Unione Montana delle Valli dell'Ossola è un ente locale sovracomunale, con autonomia statutaria, costituitosi nel 2015, che aggrega i diciassette comuni di Anzola d'Ossola, Bannio Anzino, Bognanco, Calasca-Castiglione, Ceppo Morelli, Crevoladossola, Druogno, Macugnaga, Masera, Montescheno, Ornavasso, Piedimulera, Pieve Vergonte, Premosello-Chiovenda, Vanzone con San Carlo, Villadossola e Vogogna.
Il primo gennaio 2018 Domodossola uscì dall'Unione portando i comuni totali a 17, tuttavia la sede è stata mantenuta a Domodossola.

## Storia
L'ente è stato costituito in seguito alla soppressione della comunità montana delle Valli dell'Ossola, insieme a tutte le altre comunità montane del Piemonte, con la Legge regionale 28 settembre 2012, n. 11.
Il 31 dicembre 2015 dunque le funzioni della comunità montana sono state ripartite tra le neonate unioni montane "Alta Ossola", "Vigezzo", "Valli dell'Ossola" e "Media Ossola"
Il territorio di questa Unione di comuni comprende tutta la valle Anzasca, parte della val d'Ossola, della valle Antrona e della val Vigezzo.

## Principali funzioni
- La gestione associata dei servizi: scuole, servizi pubblici, servizi sociali, trasporti, protezione civile, rifiuti, polizia locale, urbanistica e opere pubbliche
- La gestione associata delle "funzioni montane": difesa del suolo, sicurezza del territorio montano e le politiche alimentari, agricole e forestali
- La tutela del territorio con il turismo e le attività commerciali: promozione turistica, sport, cultura e la cooperazione transfrontaliera.

## Demografia dei comuni
Nel dettaglio fanno parte dell'Unione montana i seguenti 17 comuni: 
| Posizione     | Stemma | Comune                | Popolazione (ab) | Superficie (km²) | Densità (ab/km²) | Altitudine (m s.l.m.) |
| ------------- | ------ | --------------------- | ---------------- | ---------------- | ---------------- | --------------------- |
| 1º            |        | Villadossola          | 6520             | 18,73            | 348,10           | 257                   |
| 2º            |        | Crevoladossola        | 4598             | 39,87            | 115,32           | 375                   |
| 3º            |        | Ornavasso             | 3432             | 25,92            | 132,41           | 215                   |
| 4º            |        | Pieve Vergonte        | 2551             | 41,67            | 61,22            | 232                   |
| 5º            |        | Premosello-Chiovenda  | 1941             | 34,16            | 56,82            | 220                   |
| 6º            |        | Vogogna               | 1753             | 15,62            | 112,23           | 226                   |
| 7º            |        | Piedimulera           | 1521             | 7,57             | 200,92           | 248                   |
| 8º            |        | Masera                | 1486             | 20,35            | 73,02            | 297                   |
| 9º            |        | Druogno               | 1038             | 29,61            | 35,06            | 836                   |
| 10º           |        | Calasca-Castiglione   | 637              | 57,07            | 11,16            | 665                   |
| 11º           |        | Macugnaga             | 554              | 99,57            | 5,56             | 1327                  |
| 12º           |        | Bannio Anzino         | 474              | 39,47            | 12,01            | 669                   |
| 13º           |        | Anzola d'Ossola       | 403              | 13,66            | 29,50            | 210                   |
| 14º           |        | Montescheno           | 401              | 22,17            | 18,09            | 512                   |
| 15º           |        | Vanzone con San Carlo | 379              | 15,73            | 24,09            | 677                   |
| 16º           |        | Ceppo Morelli         | 310              | 40,19            | 7,71             | 753                   |
| 17º           |        | Bognanco              | 205              | 58,00            | 3,53             | 980                   |
| Totale Unione | –      | –                     | 28203            | 579,36           | 48,68            | -                     |